# Canada Park

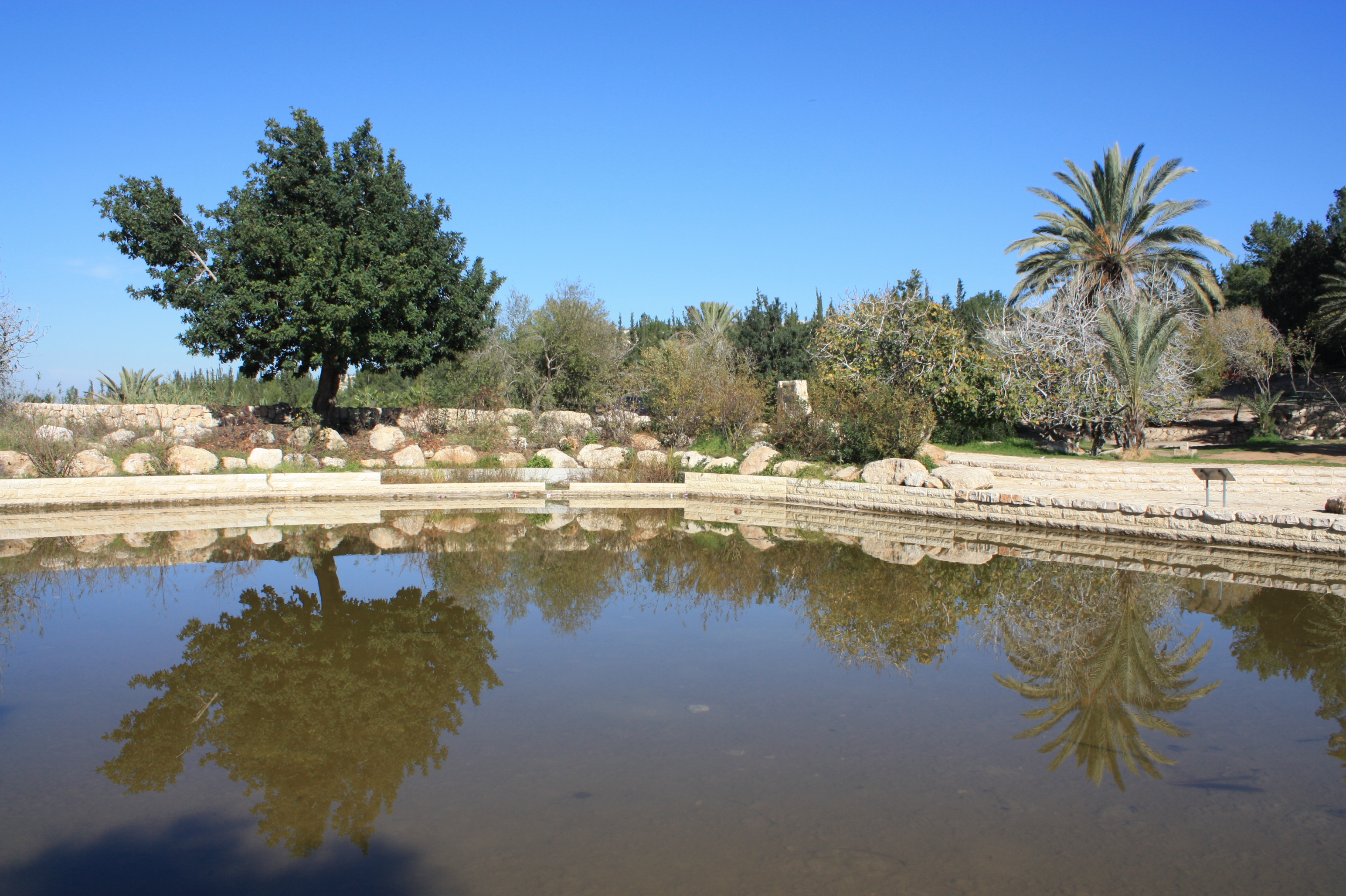
Vijver in Canada Park

Het Canada Park (Hebreeuws: פארק קנדה; Arabisch: كندا حديقة) (ook: Ayalon Park) is een nationaal park dat grotendeels op de Westelijke Jordaanoever ligt en deels in het gebied dat tussen 1948 en 1967 niemandsland was en in 1967 door Israël geannexeerd is. Het park heeft een grootte van meer dan 7.000 dunam (700 ha). Het park wordt in stand gehouden door het Joods Nationaal Fonds (JNF) van Canada. Canada Park ligt westelijk van Jeruzalem, ten noorden van de snelweg Tel Aviv - Jeruzalem, tussen knooppunt Latrun en Sha'ar HaGai. Jaarlijks bezoeken ongeveer 300.000 mensen het park.

## Geschiedenis

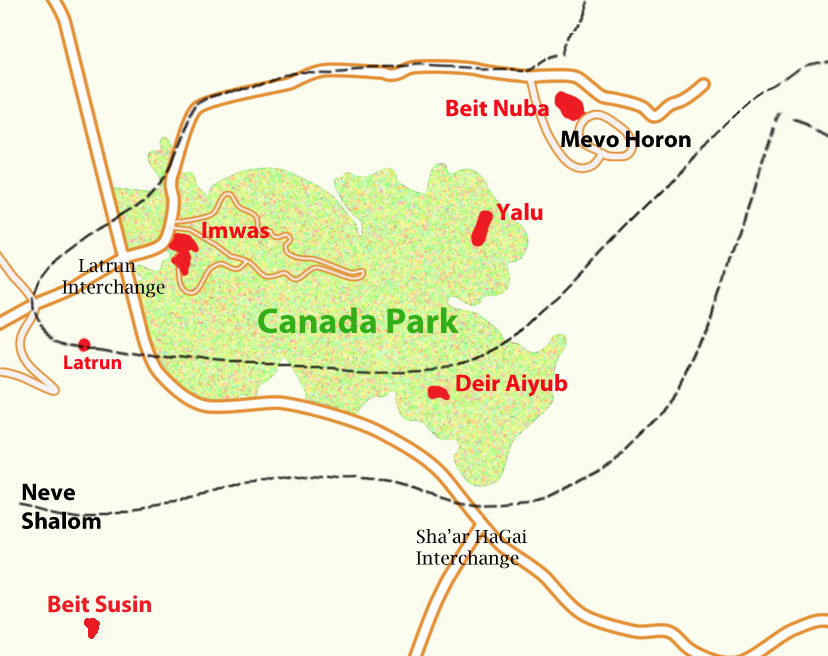
Kaart van verwoeste dorpen

Gedurende de Zesdaagse Oorlog werden op bevel van de Israëlische generaal Yitzhak Rabin alle Palestijnse dorpen rondom de strategische heuvel Latrun gesloopt, waarbij 10.000 bewoners werden verdreven. Het Canada Park werd aangelegd op het grondgebied van de twee Palestijnse dorpen die toen werden ontruimd: Imwas (Emmaus) en Yalo. De bewoners werden gecompenseerd (andere lezing: werd compensatie aangeboden), maar het werd ze verboden terug te keren. Imwas, Yalo en Bayt Nuba werden gesloopt als onderdeel van de strategische plannen om de Jeruzalem-corridor uit te breiden. Dayr Ayyub, op welks grondgebied het park ook is aangelegd, werd gedeeltelijk afgebroken tijdens de gevechten in 1948 en is nooit herbouwd. De nederzetting Mevo Horon werd in 1970 gebouwd op de plek van Bayt Nuba.

## Canadese financiering
In 1972 startte Bernard Bloomfield, de toenmalige directeur van JNF Canada, een campagne onder de Joodse gemeenschap in Canada om $15 miljoen in te zamelen voor de oprichting van het park. De weg die naar het park leidt is vernoemd naar John Diefenbaker, de voormalig Canadese minister-president die het park in 1975 opende. Het project werd in 1984 voltooid. JNF Canada blijft het onderhoud van het park financieren middels donaties die voor dit doel worden ontvangen.

## Kenmerken

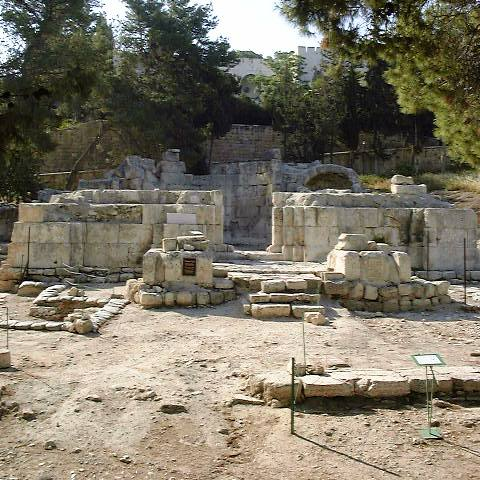
Ruïnes van de Byzantijnse kerk in het Canada Park

Het Canada Park beslaat een oppervlakte van 7.000 dunam en bestaat uit beboste gebieden, wandelpaden, vijvers en archeologische plekken. Er staan onder andere de olijf- en johannesbroodboom, de granaatappel, den en amandelboom. Daarnaast is het gebied de thuishaven voor een scala aan diersoorten, zoals hagedis, schildpad, raaf en garrulus. Onder de historische ruïnes in het park bevinden zich onder andere een Romeins badhuis, een Hasmonese begraafplaats en Castellum Arnaldi, een kruisvaardersfort. Daarnaast zijn er twee mikwes uit de periode tussen 516 v. Chr. en 70 na Chr. (tweede tempel periode) ontdekt. Aan de voet van een van de heuvels die uitkijken op de stad Modi'in ligt een groot irrigatiereservoir.
In het midden van het park is een bos aangeplant om de meer dan 300 Amerikaanse en Canadese Joden te herdenken die overleden in Israëls oorlogen of slachtoffer van terreur waren.

## Verder lezen
- Benvenisti, Meron (2002). Sacred Landscape. University of California Press. ISBN 0-520-23422-7, 9780520234222.
- Brynen, Rex, El-Rifai, Roula (2007). Palestinian Refugees Challenges of Repatriation and Development: challenges of repatriation and development. International Development Research Centre. ISBN 1-55250-231-7.
- Swedenburg, Ted (2003). Memories of revolt: the 1936-1939 rebellion and the Palestinian national past. University of Arkansas Press. ISBN 1-55728-763-5, 9781557287632.